# كأس العالم تحت 17 سنة لكرة القدم 2003
كأس العالم تحت 17 سنة لكرة القدم 2003 هي النسخة العاشرة من بطولة كأس العالم لكرة القدم تحت 17 سنة وقد استضافتها فنلندا من 13 أغسطس إلى 30 أغسطس وتوج المنتخب البرازيلي للمرة الثالثة بطلا.

## المنتخبات المشاركة
| كوريا الجنوبية   | الأول والثاني والثالث في بطولة بطولة آسيا لكرة القدم للناشئين تحت 17 سنة 2002                                |
| اليمن            | الأول والثاني والثالث في بطولة بطولة آسيا لكرة القدم للناشئين تحت 17 سنة 2002                                |
| الصين            | الأول والثاني والثالث في بطولة بطولة آسيا لكرة القدم للناشئين تحت 17 سنة 2002                                |
| الكاميرون        | الأول والثاني والثالث في بطولة كأس أمم أفريقيا تحت 17 سنة لكرة القدم 2003                                    |
| سيراليون         | الأول والثاني والثالث في بطولة كأس أمم أفريقيا تحت 17 سنة لكرة القدم 2003                                    |
| نيجيريا          | الأول والثاني والثالث في بطولة كأس أمم أفريقيا تحت 17 سنة لكرة القدم 2003                                    |
| الولايات المتحدة | الأول في المجموعتين الأولى والثانية والفائز في دور الملحق في بطولة كأس الكونكاكاف تحت 17 سنة لكرة القدم 2003 |
| كوستاريكا        | الأول في المجموعتين الأولى والثانية والفائز في دور الملحق في بطولة كأس الكونكاكاف تحت 17 سنة لكرة القدم 2003 |
| المكسيك          | الأول في المجموعتين الأولى والثانية والفائز في دور الملحق في بطولة كأس الكونكاكاف تحت 17 سنة لكرة القدم 2003 |
| الأرجنتين        | الأول والثاني والثالث في بطولة كأس أمم أمريكا الجنوبية تحت 17 سنة لكرة القدم 2003                            |
| البرازيل         | الأول والثاني والثالث في بطولة كأس أمم أمريكا الجنوبية تحت 17 سنة لكرة القدم 2003                            |
| كولومبيا         | الأول والثاني والثالث في بطولة كأس أمم أمريكا الجنوبية تحت 17 سنة لكرة القدم 2003                            |
| أستراليا         | بطل تصفيات أوقيانوسيا تحت 17 سنة لكرة القدم 2003                                                             |
| البرتغال         | الأول والثاني والثالث في بطولة كأس الأمم الأوروبية تحت 17 سنة لكرة القدم 2003                                |
| إسبانيا          | الأول والثاني والثالث في بطولة كأس الأمم الأوروبية تحت 17 سنة لكرة القدم 2003                                |
| فنلندا           | المستضيف |

## المباريات

### المجموعة الأولى
| المنتخب  | لعب | فاز | تعادل | خسارة | له | عليه | الفارق | النقاط |
| -------- | --- | --- | ----- | ----- | -- | ---- | ------ | ------ |
| كولومبيا | 3   | 2   | 1     | 0     | 11 | 2    | +9     | 7      |
| المكسيك  | 3   | 1   | 2     | 0     | 5  | 3    | +2     | 5      |
| فنلندا   | 3   | 1   | 0     | 2     | 3  | 12   | -9     | 3      |
| الصين    | 3   | 0   | 1     | 2     | 5  | 7    | -2     | 1      |

| فنلندا                   | 1-2     | الصين    |
| ------------------------ | ------- | -------- |
| باريكا 6' · بيتريسكو 64' | التقرير | جيانغ 4' |

| المكسيك | 0 – 0   | كولومبيا |
| ------- | ------- | -------- |
|         | التقرير |          |

| الصين    | 2-1     | كولومبيا                               |
| -------- | ------- | -------------------------------------- |
| وانغ 67' | التقرير | غوارين 73' (ضربة جزاء) · هيرنانديز 80' |

| فنلندا | 2-0     | المكسيك               |
| ------ | ------- | --------------------- |
|        | التقرير | سيخا 39' · هيريرا 51' |

| الصين                     | 3 – 3   | المكسيك                                |
| ------------------------- | ------- | -------------------------------------- |
| وانغ 35' · جيانغ 61'، 81' | التقرير | فلوريس 51' · مارياكا 73' · مورغويا 78' |

| كولومبيا                                                                               | 1-9     | فنلندا            |
| -------------------------------------------------------------------------------------- | ------- | ----------------- |
| هيدالغو 16'، 32' (ضربة جزاء)، 50'، 61' · راموس 36'، 68'، 71' · غوارين 63' · نونييز 74' | التقرير | تومي بيتريسكو 41' |

### المجموعة الثانية
| المنتخب   | لعب | فاز | تعادل | خسارة | له | عليه | الفارق | النقاط |
| --------- | --- | --- | ----- | ----- | -- | ---- | ------ | ------ |
| الأرجنتين | 3   | 3   | 0     | 0     | 5  | 0    | +5     | 9      |
| كوستاريكا | 3   | 1   | 1     | 1     | 3  | 3    | 0      | 4      |
| نيجيريا   | 3   | 1   | 1     | 1     | 3  | 3    | 0      | 4      |
| أستراليا  | 3   | 0   | 0     | 3     | 1  | 6    | -5     | 0      |

ملاحظة: تم تحديد صاحب المركز الثاني بالقرعة

| الأرجنتين              | 0-2     | أستراليا |
| ---------------------- | ------- | -------- |
| غاراي 6' · كولزيرا 69' | التقرير |          |

| كوستاريكا | 1 – 1   | نيجيريا |
| --------- | ------- | ------- |
| أرياس 83' | التقرير | بالا 9' |

| أستراليا   | 2-1     | نيجيريا              |
| ---------- | ------- | -------------------- |
| غيرالدي 2' | التقرير | ميكيل 73' · بالا 84' |

| الأرجنتين       | 0-2     | كوستاريكا |
| --------------- | ------- | --------- |
| بيروني 84'، 90' | التقرير |           |

| نيجيريا | 1-0     | الأرجنتين  |
| ------- | ------- | ---------- |
|         | التقرير | فورلين 59' |

| أستراليا | 2-0     | كوستاريكا                              |
| -------- | ------- | -------------------------------------- |
|          | التقرير | رودريغيز 62' (ضربة جزاء) · سالازار 75' |

### المجموعة الثالثة
| المنتخب   | لعب | فاز | تعادل | خسارة | له | عليه | الفارق | النقاط |
| --------- | --- | --- | ----- | ----- | -- | ---- | ------ | ------ |
| البرازيل  | 3   | 2   | 1     | 0     | 9  | 1    | +8     | 7      |
| البرتغال  | 3   | 1   | 1     | 1     | 9  | 13   | -4     | 4      |
| الكاميرون | 3   | 0   | 3     | 0     | 7  | 7    | 0      | 3      |
| اليمن     | 3   | 0   | 1     | 2     | 4  | 8    | -4     | 1      |

| اليمن                                                 | 4-3     | البرتغال                                                                   |
| ----------------------------------------------------- | ------- | -------------------------------------------------------------------------- |
| البعداني 31' · شريان 45+2' · مارسيو سوزا 77' (بالخطأ) | التقرير | مارسيو سوزا 56' · كورتو 68' · فيرنانديز 80' · عبد الله الصافي 82' (بالخطأ) |

| الكاميرون | 1 – 1   | البرازيل  |
| --------- | ------- | --------- |
| ماواي 5'  | التقرير | أبودا 38' |

| البرتغال | 5-0     | البرازيل                                                                |
| -------- | ------- | ----------------------------------------------------------------------- |
|          | التقرير | ليو 20' · أبودا 52' · إديرسون 68' (ضربة جزاء) · إفاندرو 77' · ثياغو 86' |

| اليمن      | 1 – 1   | الكاميرون |
| ---------- | ------- | --------- |
| جعيم 90+2' | التقرير | ماواي 74' |

| البرازيل                     | 0-3     | اليمن |
| ---------------------------- | ------- | ----- |
| إفاندرو 28'، 32' · أروكا 86' | التقرير |       |

| البرتغال                                      | 5 – 5   | الكاميرون                                                    |
| --------------------------------------------- | ------- | ------------------------------------------------------------ |
| فييرينها 21' · كورتو 36'، 43'، 44' · غاما 52' | التقرير | كوستا 70' (بالخطأ) · نغال 74'، 76' · نغويمو 88' · مبيا 90+4' |

### المجموعة الرابعة
| المنتخب          | لعب | فاز | تعادل | خسارة | له | عليه | الفارق | النقاط |
| ---------------- | --- | --- | ----- | ----- | -- | ---- | ------ | ------ |
| إسبانيا          | 3   | 2   | 1     | 0     | 8  | 5    | +3     | 7      |
| الولايات المتحدة | 3   | 2   | 0     | 1     | 8  | 4    | +4     | 6      |
| كوريا الجنوبية   | 3   | 1   | 0     | 2     | 6  | 11   | -5     | 3      |
| سيراليون         | 3   | 0   | 1     | 2     | 6  | 8    | -2     | 1      |

| كوريا الجنوبية     | 6-1     | الولايات المتحدة                                                       |
| ------------------ | ------- | ---------------------------------------------------------------------- |
| أوينز 11' (بالخطأ) | التقرير | أدو 16'، 89'، 90+2' (ضربة جزاء) · أوينز 26' · واتسون 54' · كورفمان 75' |

| إسبانيا                             | 3 – 3   | سيراليون                           |
| ----------------------------------- | ------- | ---------------------------------- |
| ديفيد 8' · سيسي 15' · إكسيسكو 90+6' | التقرير | بارلاي 34'، 73' · روز 36' (بالخطأ) |

| الولايات المتحدة                   | 1-2     | سيراليون  |
| ---------------------------------- | ------- | --------- |
| غونزاليز 45' (ضربة جزاء) · أدو 89' | التقرير | سيساي 32' |

| كوريا الجنوبية                  | 3-2     | إسبانيا             |
| ------------------------------- | ------- | ------------------- |
| يانغ 45' · سانتشيز 59' (بالخطأ) | التقرير | سيلفا 65'، 73'، 76' |

| سيراليون        | 3-2     | كوريا الجنوبية              |
| --------------- | ------- | --------------------------- |
| ميتزغر 36'، 51' | التقرير | هان 28' · يانغ 74' · لي 78' |

| الولايات المتحدة | 2-0     | إسبانيا                   |
| ---------------- | ------- | ------------------------- |
|                  | التقرير | خورادو 11' · فابريغاس 70' |

## دور إخراج المغلوب
|  | ربع النهائي        | ربع النهائي       |                    |           | نصف النهائي   | نصف النهائي   |  |  | النهائي           | النهائي |
|  |                    |                   |                    |           |               |               |  |  |                   |         |
|  | 23 أغسطس - هلسنكي  |                   |                    |           |               |               |  |  |                   |         |
|  |                    |                   |                    |           |               |               |  |  |                   |         |
|  | كولومبيا           | 2                 |                    |           |               |               |  |  |                   |         |
|  | كولومبيا           | 2                 | 27 أغسطس - تامبيري |           |               |               |  |  |                   |         |
|  | كوستاريكا          | 0                 |                    |           |               |               |  |  |                   |         |
|  | كوستاريكا          | 0                 | كولومبيا           | 0         |               |               |  |  |                   |         |
|  | 24 أغسطس - توركو   |                   | كولومبيا           | 0         |               |               |  |  |                   |         |
|  |                    | البرازيل          | 2                  |           |               |               |  |  |                   |         |
|  | البرازيل           | البرازيل          | 2                  | 3         |               |               |  |  |                   |         |
|  | البرازيل           |                   | 30 أغسطس - هلسنكي  | 3         |               |               |  |  |                   |         |
|  | الولايات المتحدة   | 0                 |                    |           |               |               |  |  |                   |         |
|  | الولايات المتحدة   | 0                 | البرازيل           | 1         |               |               |  |  |                   |         |
|  | 23 أغسطس - لاهتي   |                   | البرازيل           | 1         |               |               |  |  |                   |         |
|  |                    | إسبانيا           | 0                  |           |               |               |  |  |                   |         |
|  | الأرجنتين          | إسبانيا           | 0                  | 2         |               |               |  |  |                   |         |
|  | الأرجنتين          | 27 أغسطس - هلسنكي |                    | 2         |               |               |  |  |                   |         |
|  | المكسيك            | 0                 |                    |           |               |               |  |  |                   |         |
|  | المكسيك            | 0                 | الأرجنتين          | 2         | المركز الثالث | المركز الثالث |  |  |                   |         |
|  | 24 أغسطس - تامبيري |                   | الأرجنتين          | 2         | المركز الثالث | المركز الثالث |  |  |                   |         |
|  |                    | إسبانيا           | 3                  |           |               |               |  |  |                   |         |
|  | إسبانيا            | إسبانيا           | 3                  | 5         | كولومبيا      | 1 (4)         |  |  |                   |         |
|  | إسبانيا            |                   |                    | 5         | كولومبيا      | 1 (4)         |  |  |                   |         |
|  | البرتغال           | 2                 |                    | الأرجنتين | 1 (5)         |               |  |  |                   |         |
|  | البرتغال           | 2                 |                    |           | 1 (5)         |               |  |  |                   |         |
|  |                    |                   |                    |           |               |               |  |  | 30 أغسطس - هلسنكي |         |
|  |                    |                   |                    |           |               |               |  |  |                   |         |

### الربع النهائي
| كولومبيا           | 0-2     | كوستاريكا |
| ------------------ | ------- | --------- |
| أوتالفارو 25'، 43' | التقرير |           |

| الأرجنتين                | 0-2     | المكسيك |
| ------------------------ | ------- | ------- |
| كاردوزو 34' · بيروني 45' | التقرير |         |

| البرازيل                                 | 0-3     | الولايات المتحدة |
| ---------------------------------------- | ------- | ---------------- |
| ليوناردو 18' · إديرسون 61' · إفاندرو 64' | التقرير |                  |

| إسبانيا                                                                  | 2-5     | البرتغال                |
| ------------------------------------------------------------------------ | ------- | ----------------------- |
| سانتشيز 28' · فابريغاس 42'، 78' · إكسيسكو 50' · خورادو 90+4' (ضربة جزاء) | التقرير | كورتو 3' · فييرينها 87' |

### النصف النهائي
| كولومبيا | 2-0     | البرازيل       |
| -------- | ------- | -------------- |
|          | التقرير | أبودا 16'، 72' |

| الأرجنتين             | 3-2 (و.إ.) | إسبانيا                         |
| --------------------- | ---------- | ------------------------------- |
| بيليا 11' · غاراي 31' | التقرير    | فابريغاس 48'، 119' · خورادو 53' |

### المركز الثالث
| كولومبيا                | 1-1 (ب.و.إ.) | الأرجنتين |
| ----------------------- | ------------ | --------- |
| هيدالغو 53' (ضربة جزاء) | التقرير      | لاغوس 4'  |

### المباراة النهائية
| البرازيل    | 0-1     | إسبانيا |
| ----------- | ------- | ------- |
| ليوناردو 7' | التقرير |         |

## النتيجة
| كأس العالم للشباب تحت 17 سنة 2003 |
| --------------------------------- |
| · البرازيل · للمرة الثالثة        |